# (4211) Rosniblett
(4211) Rosniblett es un asteroide perteneciente al cinturón de asteroides, descubierto el 12 de septiembre de 1987 por Henri Debehogne desde el Observatorio de La Silla, Chile.

## Designación y nombre
Designado provisionalmente como 1987 RT. Fue nombrado Rosniblett en honor a la arqueóloga británica Rosalind Niblett.